# Oskar Brenner
Pour les articles homonymes, voir Brenner.
Oskar Brenner, né à Windsheim le 13 juin 1854 et décédé à Wurtzbourg le 12 juin 1920, est un philologue allemand.